# Giedrė Blekaitytė
Giedrė Blekaitytė (ur. 17 października 1992) – litewska zapaśniczka walcząca w stylu wolnym. Zajęła dziesiąte miejsce na mistrzostwach świata w 2017. Dwunasta na mistrzostwach Europy w 2017. Piąta na igrzyskach europejskich w 2015. Mistrzyni nordycka w 2017 i trzecia w 2018 roku.